# Pigzwilltoast
Pigzwilltoast est un groupe de rock expérimental français, originaire de Toulouse, en Haute-Garonne. Leur style musical est proche de groupes comme No Means No, Fugazi, Condense ou encore Mr. Bungle.

## Biographie
Formé en 1998 à Toulouse, Pigzwilltoast a rapidement enregistré avec les moyens du bord une première démo cinq titres avec laquelle ils partiront jouer en France et en Europe (Tchéquie, Autriche, Belgique, Bosnie-Herzégovine).
La rencontre avec le label lyonnais Les 7 piliers donne naissance à l’album Last Chance to Dance, enregistré en 2000 avec Eric Rageys (Condense, Prohibition, Bästard…) et offre au groupe la possibilité de partager la scène en compagnie de The Ex, Chokebore, Les Wampas, Sleeppers, Portobello Bones, Voodoo Muzak, et tant d’autres. En 2001, le groupe participe au festival Garorock.
Entre 2001 et 2002, le groupe a surtout travaillé de nouvelles compositions pour le prochain album (livraison en 2003) tout en continuant à voyager (tournée en Italie, Slovénie, Croatie et Irlande), partageant la scène avec des groupes comme The (International) Noise Conspiracy, Plod, Bananas at the Audience, Servo, etc. Un split 45 tours, avec le groupe Crash Taste de Poitiers, voit le jour fin 2002 et de nouveaux instruments font également leur apparition : trombone, glockenspiel, et synthétiseur.
Le groupe se sépare début 2003 après la sortie du dernier opus, You Can Call Me as You Like. Le groupe jouait avant, à Pau en mars 2003 avec le groupe Red.

## Discographie

### Albums studio
- 1998 : Help Us to Find a Home
- 2000 : Last Chance to Dance
- 2002 : Wash It / Humus (is My Drug) (split 45 tours)
- 2003 : You Can Call me as You Like

### Album live
- 2003 : Live in Mâcon